# Majapahit

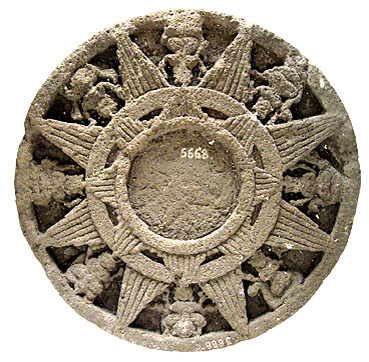
„Surya Majapahit“, zu deutsch: „Die Sonne von Majapahit“, ist ein Symbol, das in Tempeln und Ruinen aus dieser Zeit vorgefunden wird

Majapahit (aus Malayo-Polynesisch maja „Bengalische Quitte“ und pahit „bitter“; gleichbedeutend Sanskrit Bilva-tikta, auch Wilwatikta oder Tikta-wilwa) war von 1293 bis zum Anfang des 16. Jahrhunderts die letzte große hinduistische Thalassokratie auf dem malaiischen Archipel. Die Hauptstadt lag im östlichen Java, dem heutigen Trowulan, in der Region von Surabaya.  Auf dem Gipfel der Macht, unter Hayam Wuruk von 1350 bis 1389, beherrschte es küstennahe Gebiete der Malaiischen Halbinsel, Sumatras und Borneos.

## Gründung

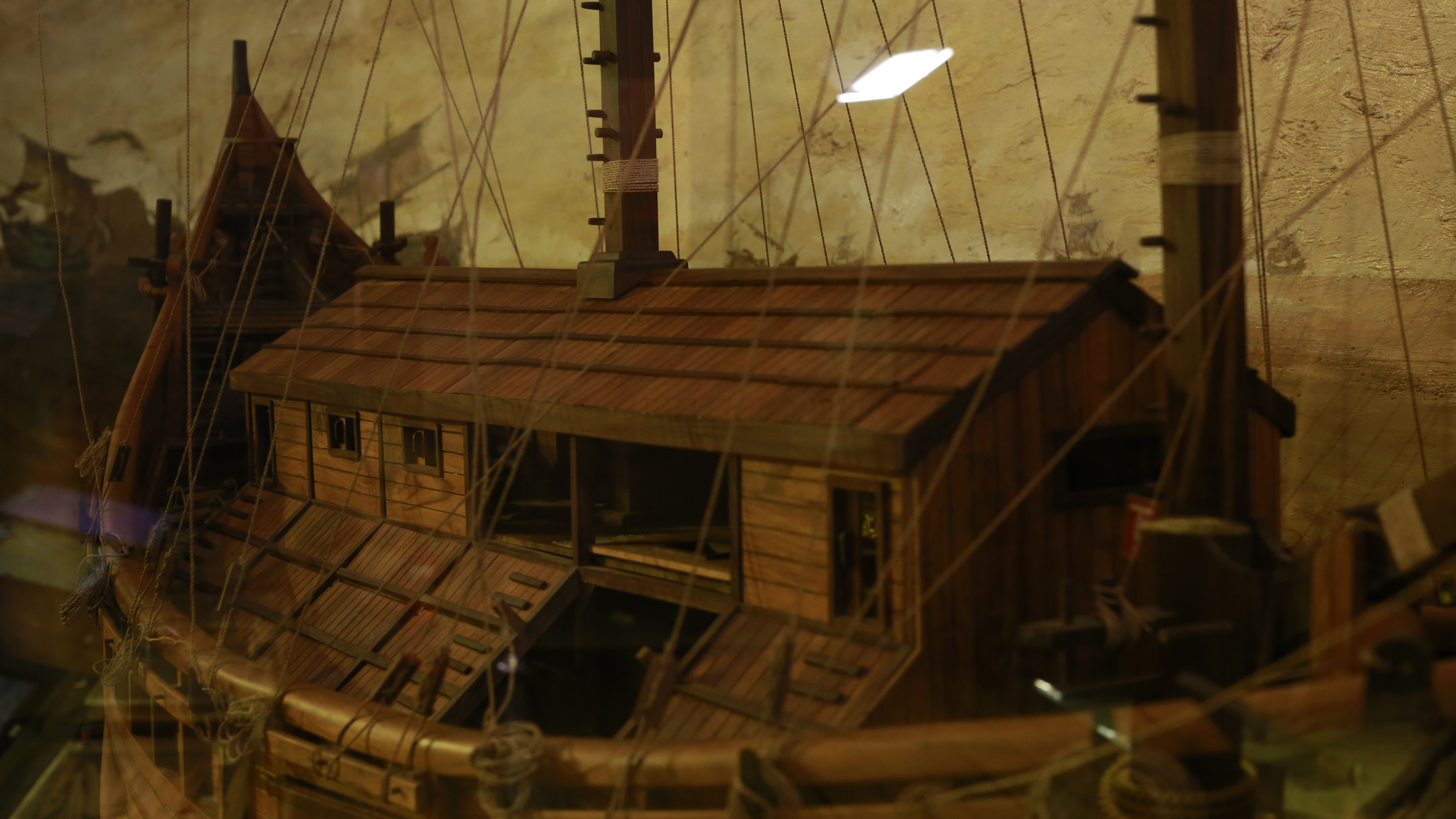
Modell eines Schiffes aus der Majapahit-Zeit, BI Museum

Nachdem die Singhasari um 1290 die Truppen Srivijayas von Java vertrieben hatten und damit große Teile des Archipels beherrschten, schickte Chinas Kaiser Kublai Sendboten in das Gebiet, um Tribut einzufordern. Der Herrscher Singhasaris, Kertanagara, verweigerte jedoch die Zahlung, was den Kaiser dazu veranlasste, eine Strafexpedition mit 1000 Schiffen und 20.000 Soldaten auszusenden. Kurz vor ihrer Ankunft führte jedoch eine Rebellion zum Tod von Kertanagara, woraufhin sein Schwager Jayakatwang, der behauptete, ein Nachkomme der alten Könige von Kediri zu sein, die Macht übernahm.
Raden Wijaya, der Schwiegersohn Kertanagaras, konnte vor Jayakatwang auf die Insel Madura fliehen. Er kehrte aber bald zurück und gründete die Siedlung Majapahit. Boten dieser Siedlung begrüßten im Jahr 1293 schließlich die von Taifunen und Hunger geplagte chinesische Flotte vor der Küste Javas. Wijaya bot den Truppen Kublai Khans eine Allianz gegen Jayakatwang an, die diese akzeptierten. Am 15. März 1293 begann eine fünftägige Schlacht, bei der Jayakatwang geschlagen und 5.000 Kediri getötet wurden. Mit einem Überraschungsangriff zwang Raden Wijaya anschließend Kublais Armee zur Heimfahrt.
Raden Wijaya wurde schließlich am 10. November 1293 als Kertarajasa Jayawardhana gekrönt.

## Höhepunkt der Macht

Größte Ausdehnung des Einflussgebiets von Majapahit (14. Jahrhundert):

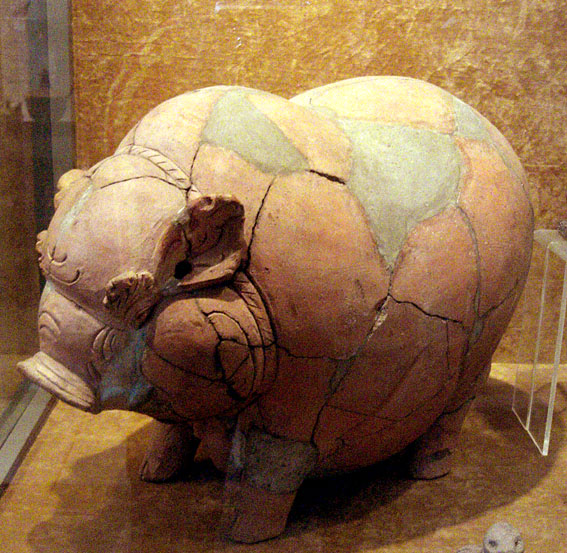
Sparschwein aus Terrakotta, 14./15. Jh., entdeckt in Trowulan, Mojokerto, Ostjava, jetzt im indonesischen Nationalmuseum, Jakarta

Es folgten mehrere Aufstände, die auch zur Regierungszeit von Raden Wijayas Sohn Jayanagara, welcher 1309 den Thron übernommen hatte, nicht nachließen. Mit Hilfe seiner Minister Arya Tadah und Gajah Mada überstand er alle Aufrührungen, obwohl er zeitweise, wie beispielsweise 1319, zur Flucht gezwungen war. Im Jahr 1328 wurde Jayanagara durch eine vorgetäuschte Operation ermordet und Gajah Mada übernahm als Regent für die Titularkönigin Tribhuwana Wijayattungga Dewi, der Schwester Jayanagaras, den Thron des Reiches. Er war ein ehrgeiziger und verschlagener Regent, der bis zu seinem Tod 1364 den Machtbereich Majapahits auf die umliegenden Inseln ausdehnte und beispielsweise 1343 Bali unterwerfen konnte.
Im Jahr 1334 wurde Hayam Wuruk geboren und 1350 zum neuen König ernannt. Bei seiner Hochzeit mit Dyah Pitaloka, der Tochter eines Nachbarkönigs, ließ Gajah Mada diesen und sein Gefolge massakrieren. Das alte buddhistische Srivijayareich auf Sumatra mit der Hauptstadt Palembang wurde unter Hayam Wuruks Herrschaft 1377 endgültig zerschlagen. (Es hatte eine eigene Gesandtschaft nach China geschickt und so Unabhängigkeitsbestrebungen gezeigt.) Obwohl die Majapahit-Herrscher ihr Gebiet erweiterten und benachbarte Königreiche unterwarfen oder Tribut von diesen erhielten (Mandala-Modell), lag ihr Hauptinteresse an der Kontrolle des Handels, der durch das Inselreich führte.
Auf dem Höhepunkt der Macht reichte der Einfluss von Sumatra, dem Gebiet von Malaysia, der Inseln Borneo, Sulawesi bis zu den Philippinen und der Insel Timor, wobei sich letzteres nicht ganz sichern lässt. Allerdings wird im Nagarakertagama, dem Heldenepos der damaligen Zeit, eine lange Liste von tributpflichtigen Vasallenstaaten Majapahits aufgeführt, unter denen sich auch Timor befindet. Auf der anderen Seite vermerkt der portugiesische Schreiber Tomé Pires im 16. Jahrhundert, dass alle Inseln östlich von Java Timor genannt werden, da die Landessprache mit dem Wort „Timor“ den Osten bezeichnet. Die Goldene Zeit Majapahits sah auch ein Aufblühen der Literatur.
Hayam Wuruk starb 1389 und Anfang des 15. Jahrhunderts kamen muslimische Händler in das Gebiet. Es begann die Konversion zum Islam, womit sich langsam auch der Zerfall des Reiches andeutete. Zwischen zwei Söhnen des Königs, Wikramawardhana und Wirabumi, brach 1401 für vier Jahre ein Krieg um die Nachfolge des Thrones aus, den der letztere mit seinem Leben bezahlte. Es wurde in der Folge immer schwieriger, den Zusammenhalt des Reiches zu gewährleisten, nachdem ein rebellischer Prinz aus Srivijaya, möglicherweise ein Nachkomme der alten Sailendra-Dynastie, ein Sultanat in Malakka gründete, das über die islamischen Händler zunehmend an Einfluss gewinnen konnte.

## Untergang
Im Jahr 1447 konvertierte König Kertawijaya zum Islam, wurde aber fünf Jahre später ermordet. Der neue Herrscher Rajasawardhana wollte die Verbreitung des Islam zurückdrängen, musste aber nach Jahren des Chaos die Macht an Girisawardhana abgeben. Der Hofstaat des nächsten Königs Singhawikramawardhana wurde nach einer Rebellion Bhre Kertabhumis 1468 in die Nähe von Kediri verlegt. Auch wenn Singhawikramawardhanas Sohn Girindrawardhana 1478 den Bhre Kertabhumi stürzen konnte, so fiel doch das Königreich endgültig ins Chaos. Zu dieser Zeit zogen viele Priester und Angehörige der Königsfamilie (Hindus) nach Bali um.
Zudem ließ sich der Sohn des Königs Sri Aji Kresna Kepakisan Raja von Samprangan in Majapahit, König I Dewa Ketut Ngulesir Raja von Gelgel, als Raja von Bali ausrufen und gründete das hinduistische Königreich Gelgel. Ein Nachkomme Kertawijayas gründete in Zentraljava ein Sultanat von Demak. Nach dem Angriff des Sultans von Demak im Jahr 1527 hatte auch dieses Überbleibsel in Kediri seine Bedeutung endgültig verloren.

## Herrscher von Majapahit
Regierungszeiten:

Stammbaum der Herrscherfamilie von Majapahit

- Kertarajasa Jayawardhana (Raden Wijaya) 1294–1309
- Jayanagara 1309–1328
- Tribhuwana Wijayattungga Dewi 1328–1350 (Königin)
- Rajasanagara (Hayam Wuruk) 1350–1389
- Wikramawardhana 1389–1429
- Suhita 1429–1447 (Königin)
- Wijayaparakramawardhana (Kertawijaya) 1447–1451
- Rajasawardhana 1451–1453
- Girisawardhana (Bhre Wengker) 1456–1466
- Singhawikramawardhana (Bhre Pandan Salas) 1466–1474
- Girindrawardhana 1474/78 ff.

## Kultur und Religion

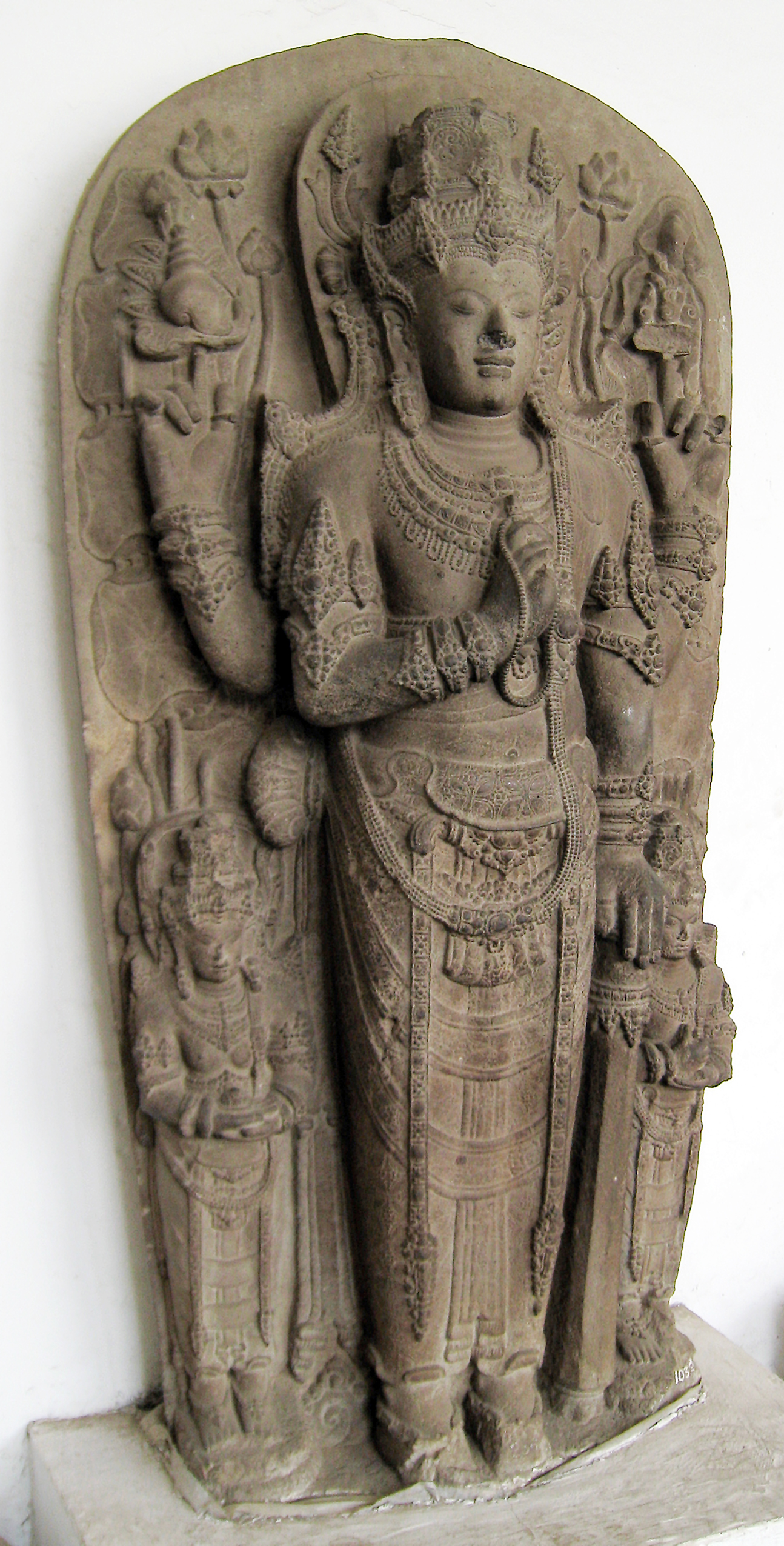
Vergöttlichte Darstellung von Raden Wijaya, dem ersten König von Majapahit als Harihara (Vereinigung von Vishnu und Shiva), ursprünglich im Tempel Candi Simping, Blitar, Ostjava, jetzt im indonesischen Nationalmuseum.

In der Gegend um Mojokerto in der heutigen Provinz Jawa Timur existierten viele Maja-Bäume (Bel-Bäume, Aegle marmelos) mit bitterem Geschmack. Raden Wijaya nannte die Gegend Majapahit, weil pahit auf Indonesisch bitter heißt.
Diese Zeit wird in Indonesien als ein Goldenes Zeitalter betrachtet. Aus dem Buch Sutasoma, eine der berühmtesten Schriften der Majapahit, kommt der Wahlspruch des Landes „Bhinneka Tunggal Ika“, was so viel wie „Einheit in Vielfalt“ bedeutet. Hinduismus und Buddhismus waren die bedeutendsten Religionen, die teils miteinander verflochten waren, wie es im Tempel Candi Jago zum Ausdruck kommt. Es gab aber auch Animisten, und später kam der Islam in die Region, der heute fast überall in Indonesien vorherrscht. In den 1920er- und 1930er-Jahren sahen indonesische Nationalisten in dem Reich den Beweis, dass die Menschen im Archipel zusammengeführt werden können.
Hinduistische Gemeinden auf Java gibt es heute noch vor allem rund um den Mount Bromo bei den Tengger.

### Handel
Majapahit zeichnete sich durch ein weit verzweigtes Netz von Straßen und Flüsse aus. Das Verkehrsnetz diente vor allem dem Handel von Reis, welcher aus dem Landesinneren zu den Hafenstädten an den Küsten transportiert wurde und als Handelsgut für das Königreich von großer Bedeutung war. Der Handel mit seinen Nachbarn florierte und das Königreich Majapahit galt als wohlhabend.